# Geschichte Bremervördes

Wappen der Stadt Bremervörde

Die Geschichte Bremervördes reicht zurück bis in das 8. Jahrhundert und ist von zahlreichen Eroberungen, dem Torfhandel, der Moorkolonisierung und der Entwicklung des durch Bremervörde verlaufenden Flusses Oste geprägt.

## Vor- und Frühgeschichte, Frühmittelalter

### Vor Christi Geburt
Die Spuren der Bevölkerung im Gebiet des heutigen Bremervörde reichen zurück bis in die späteste Steinzeit. In den Tälern der Oste, Bever, des Balbecksbaches, des Voßbergs und Finkenmoores gefundene Feuersteine, Schaber, Pfeile und Spitzen, Schlagsteine und andere Materialien weisen auf eine Bevölkerung hin, die bereits um 8000 bis 3000 vor Christi Geburt existierte. Frühe mesolithische Jäger und Sammler ließen sich an der Fundstätte Minstedt 7 nachweisen.
Zwischen den heutigen Ortsteilen Engeo und Spreckens wurde ein Megalith- bzw. Hügelgrab aus der jüngeren Steinzeit (3000 – 1700 vor Christus) entdeckt. Im Norden von Engeo befindet sich ein weiteres, auf sandigem Untergrund erbautes Hügelgrab.

## 8. Jahrhundert

### Brunsburg
Für die Existenz einer frühen Burganlage im Stadtgebiet von Bremervörde existieren nur geringe Indizien. Im Bereich der Einmündung der Bachstraße in die Straße „Am Mahlersberg“ existierte früher eine von Westen kommende Talrinne mit einem Wasserlauf, die um 1650 „Graft“ (= Gräfte) genannt wurde. Diese bildete die Nordseite eines „Brunsburg“ genannten Flurstücks. Die innere Böschung der Rinne war künstlich versteilt. Um 1750 wurde sie als von alten Festungswerken herrührender Graben bezeichnet. Eine Datierung in die Karolingerzeit und ein Zusammenhang mit Karl dem Großen ist rein spekulativ und nicht durch die historische Überlieferung gedeckt. Hypothetisch könnte der Name Brunsburg auf die Brunonen, den Vorfahren der Welfen, hinweisen. Heute erinnert an die Burg die Straße Brunsburg, welche parallel zur Bahnstrecke verläuft.

## 9. und 10. Jahrhundert

### Erwähnung Engeos
Im Jahre 937 wurde das damalige Dorf und der heutige Stadtteil Engeo, in einer Urkunde von König Otto I. aus dem sächsischen Geschlecht der Liudolfinger, dem von ihm gegründeten St.-Moritzkloster in Magdeburg, Landbesitz in Engeo übertragen. Die auf den 11. Oktober datierte Urkunde befindet sich derzeit als eine Abschrift aus dem 15. Jahrhundert im Staatsarchiv Magdeburg.

## 10. bis 13. Jahrhundert

### Wasserburg in Bremervörde
In einem Verzeichnis der erzbischöflichen Güter und Rechte, welches vom Bremer Erzbischof Johann III. Rohde um 1500 zusammenstellen ließ, befinden sich Überlieferungen einer Wasserburg an der Oste in Bremervörde, die um das Jahr 1000 existierte. Nach einer laut dem Verzeichnis glaubwürdigen Quelle soll schon vor der Zeit des Erzbischofs Adalbrand von Bremen – also vor 1035 – in Vörde eine Burg vorhanden gewesen sei. Sie sei aber nicht gut befestigt gewesen und erst unter Erzbischof Friedrich I. (1104–1123) durch Bauten befestigt worden. Den Erbauer der Burg erwähnt die Quelle nicht. Zu sehen ist der Grundriss bzw. die Umrisse der damals bereits „Alte Burg“ genannten Wasserburg auf einem 1646 angefertigten Kupferstich auf Basis einer vom schwedischen Feldmarschall Conrad von Mardefeldt angefertigten Zeichnung. Um 1650 wurden die Spuren der Burg wahrscheinlich bei der Anlage des „Neuen Lustgartens“ durch Feldmarschall Wrangel endgültig verwischt.

### Erwähnung als „Vorde“
Die erste Erwähnung des Namens „Vorde“ ereignete sich im 12. Jahrhundert, als der holsteinische Geistliche Helmold von Bosau zwischen 1167 und 1172 in seinen Berichten die Inbesitznahme und „Verstärkung der Burgen zu Stade, Vorden und Freiburg (Elbe)“ erwähnte.

## 14. Jahrhundert

### Kämpfe um die Burg Vörde
Da die Burg Vörde die bedeutendste bzw. eine der bedeutendsten Burgen der Bremer Erzbischöfe darstellte, wurde sie häufig Schauplatz von Kämpfen zwischen Anwärtern des erzbischöflichen Stuhles. Beschrieben wird eine „verhängnisvolle“ Herrschaft des in Bremervörde am 14. April 1395 verstorbenen Erzbischofs von Bremen Albert II. von Braunschweig-Lüneburg. Aufgrund seines verschwenderischen Lebensstils litt er häufig unter Geldnot und musste infolgedessen kirchliche Güter bzw. Rechte verpfänden.

## 15. und 16. Jahrhundert

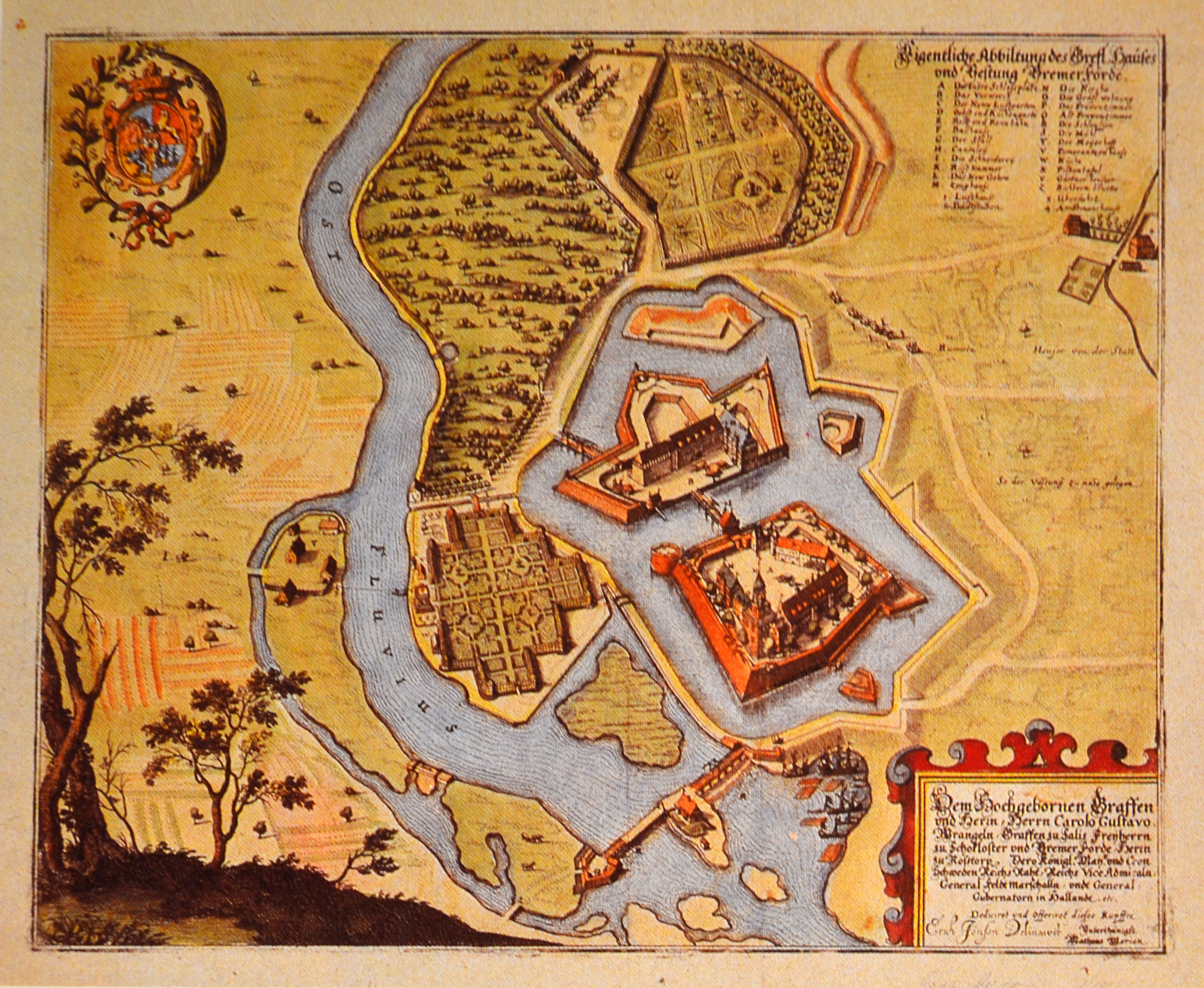
Bremervörde in der Topographie von Matthaeus Merian, 1653

### Dreißigjähriger Krieg

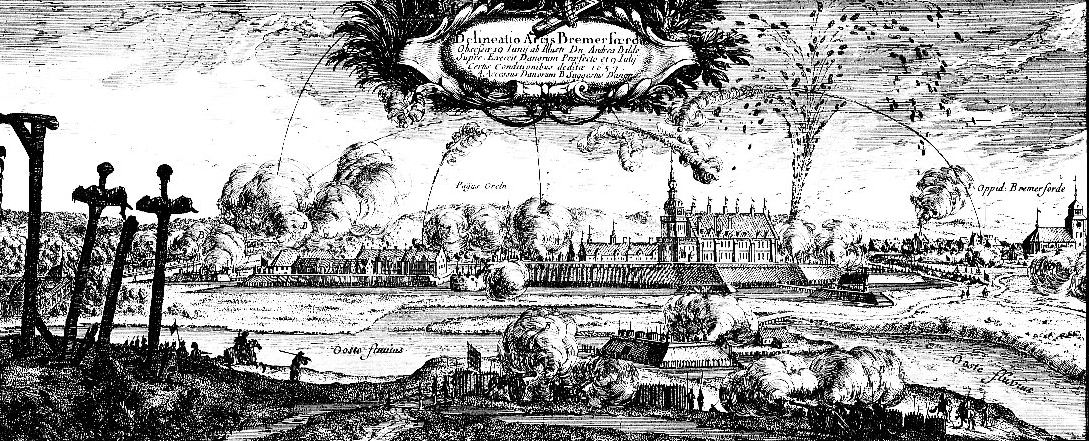
Die Beschießung Bremervördes durch die Dänen, 1657

Im Laufe des Dreißigjährigen Kriegs wurde Bremervörde mehrmals von Kaiserlichen, Dänen und Schweden belagert, so 1627 und 1646. Da der Ort hierbei größtenteils zerstört wurde, verlegten die Schweden den Regierungssitz ihres neu geschaffenen Fürstentums Bremen-Verden nach Stade. Eine weitere Belagerung erlitt der Ort 1657 während des Zweiten Nordischen Kriegs oder Dänisch-Schwedischen Kriegs. 1682 wurde die Burg Vörde schließlich geschleift, und die Gebäude des Schlosses wurden abgebrochen. Nur die ehemalige Kanzlei der Erzbischöfe von Bremen und Verden aus der Zeit um 1608 blieb erhalten, das heutige 'Alte Kreishaus'. Das gewonnene Baumaterial wurde unter anderem für die Errichtung des Schwedenspeichers in Stade benutzt.

## Ende 16. Jahrhundert bis Anfang 17. Jahrhundert

### Pestepidemie 1612
Wie viele Städte oder für damalige Verhältnisse „Ballungsräume“ blieb auch Bremervörde nicht von der Pest verschont. Die Pest verbreitete sich im Jahr 1611 in Bremen und hielt schließlich im Sommer 1612 Einzug nach Bremervörde. Über die Anzahl der Erkrankten, Toten, die Letalität oder Überlebende ist nicht viel überliefert. Überliefert wurde jedoch, dass der damalige Erzbischof seine Kanzlei für die Dauer der Pestausbrüche von Bremervörde nach Stade in das Benediktinerkloster St. Marien verlegte. Das Kloster versuchte vergeblich, den Erzbischof von diesem Vorhaben abzuhalten.

### Bremervörder Apotheke
Medizinische und pharmazeutische Kenntnisse waren, im Gegensatz zu den erst im 13. Jahrhundert entstehenden Apotheken, bereits seit Jahrtausenden im Volk verbreitet. Bereits Klöster aus dem 9. Jahrhundert besaßen eine eigene „Klosterapotheke“. Die in Bremervörde im Jahr 1626 entstandene Apotheke war zusammen mit der Stader- und der Otterndorfer Apotheke eine der ersten im Raum zwischen Niederelbe und Niederweser. In Bremervörde wirkten jedoch bereits vor 1626 Apotheker, jedoch ausschließlich im Dienste der damaligen Bremer Erzbischöfe, welche zu deren Hofstab gehörten.
Genau datiert ist die „Privilegierung“ auf den 24. März 1626 in einer von der erzbischöflichen Kanzlei (heute ehemaliges Kreishaus) ausgestellte Urkunde, welche den Apotheker Caspar Rumpff privilegierte, eine Apotheke in Bremervörde einzurichten. Erzbischof Johann Friedrich hielt dies für notwendig, da die Bevölkerung immer noch von der Pest geplagt wurde. Der Einsatz des Medikamentes „Remedia“ sollte durch die Apotheke zu deren Bekämpfung dienen.
| Zeitpunkt der Inhaberschaft bzw. Beginn | Name                     | Anmerkungen                                                                              |
| --------------------------------------- | ------------------------ | ---------------------------------------------------------------------------------------- |
| 24. März 1626                           | Caspar Rumpff            |                                                                                          |
| 1651                                    | Hinrich Wehausen         |                                                                                          |
| 1671                                    | Dr. med. Joh. Praetorius |                                                                                          |
| 1680                                    | Rotger Kieff             | Nach seinem Tod musste seine Witwe aufgrund der hinterlassenen Schulden Konkurs anmelden |
| 1696 – 1715                             | Eberhard König           |                                                                                          |
| 1730                                    | Johann Wilhelm Seidler   | Verließ Bremervörde aufgrund von Schulden                                                |
| 1747                                    | Johann Hinrich Krüger    | Tod im Jahr 1757                                                                         |
| 1823                                    | Johann Hieronymus        |                                                                                          |

## 18. und 19. Jahrhundert

### Schützengesellschaft zu Bremervörde

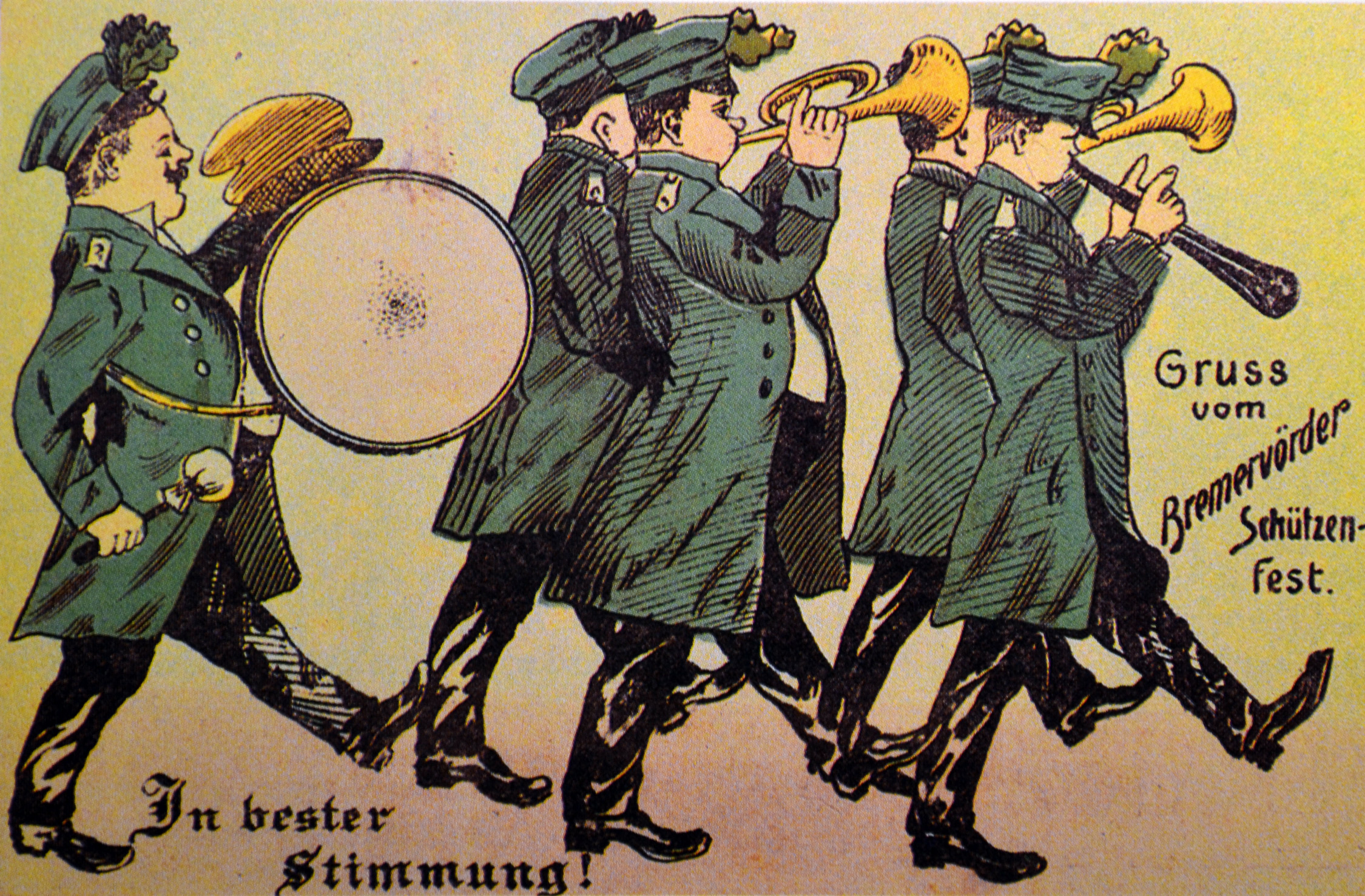
Ansichtskarte eines Bremervörde Schützenfestes mit der traditionellen Uniform

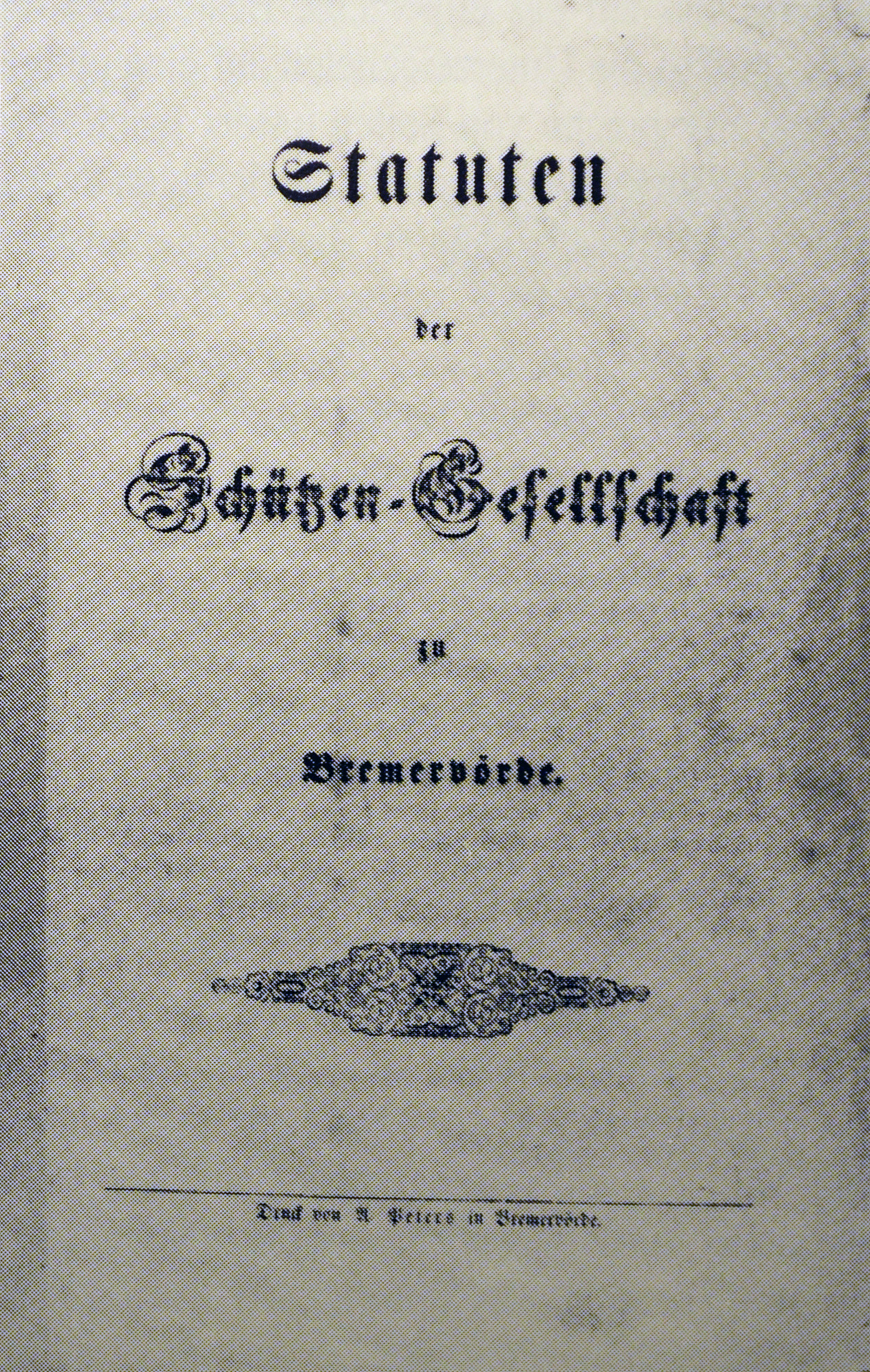
Statuten der Schützengesellschaft

Die Bremervörder Schützengesellschaft hat ihren Ursprung im 18. Jahrhundert. Das erste Mal wurde im Jahr 1843 ein sogenanntes „Vogelschießen“ abgehalten, welches sich in den nachfolgenden Jahren großer Nachfrage erfreute, wodurch das Volksfest „Schützenfest“ entstand.
Besonderheit der Bremervörder Schützen war zu damaliger Zeit die Uniform bestehend aus langen grünen und bis zu den Knien reichende „Röcke“ genannten Jacken sowie einer ebenfalls grünen „Tuchmütze“ mit einem silbernen Horn darauf. (Siehe Bild) Die Tradition dieser Uniform wird durch die „Traditionsgruppe“, einer Unterkompanie der Schützengesellschaft zu Bremervörde e.V. fortgeführt.

### Bremervörde wird eine Stadt

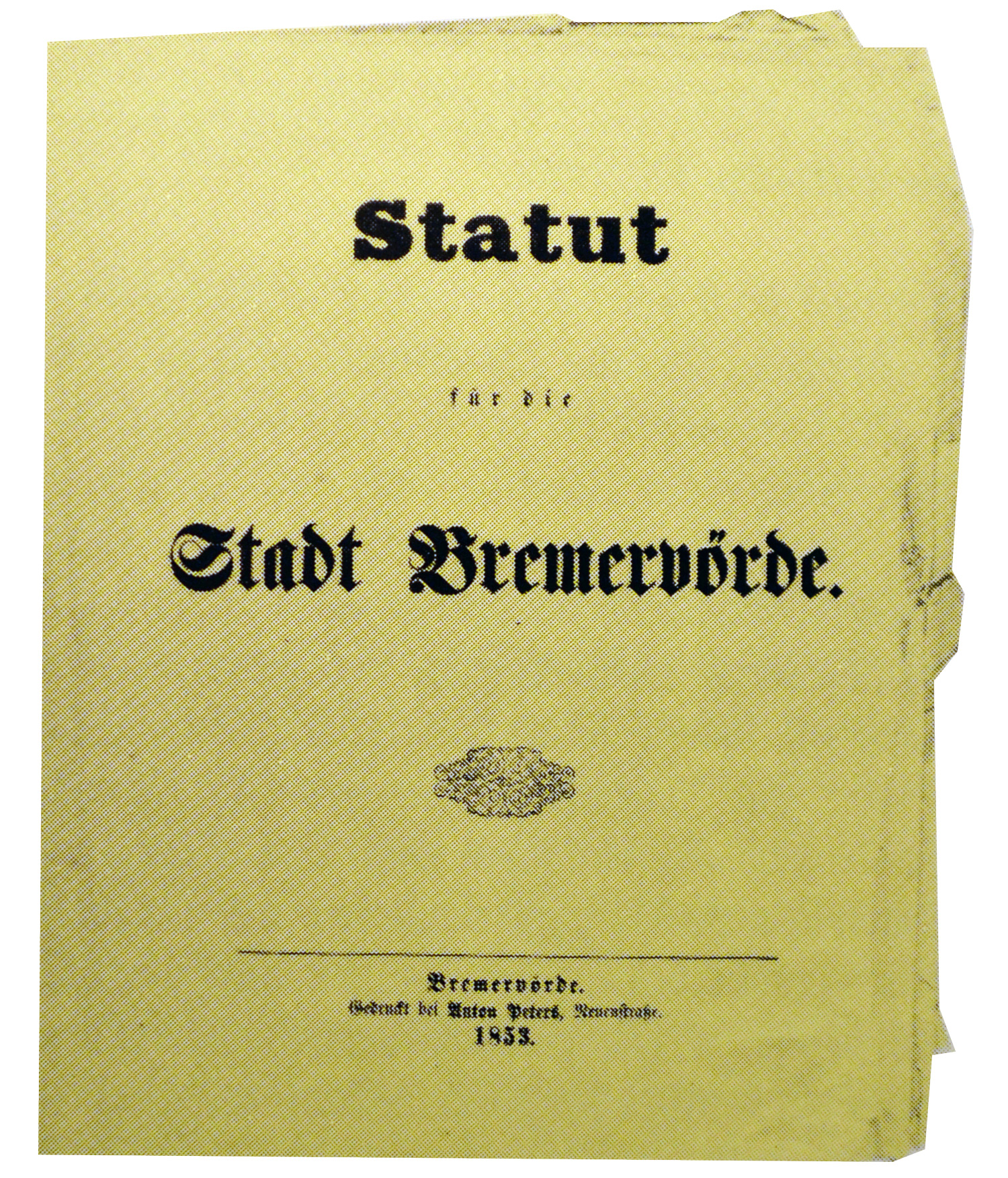
Statuten der Stadt Bremervörde, 1853

Zu Zeiten Napoleon Bonapartes war Bremervörde Kantonshauptstadt im Königreich Westphalen. Im 19. Jahrhundert erhielt Bremervörde nach dem Staatsgrundgesetz, das 1833 durch König Wilhelm IV. von Hannover erlassen wurde, eine Stadtverfassung. Der damalige Bürgermeister Friedrich Conrad Degener rief am 26. April 1834 eine Bürgerversammlung ein, die darüber entscheiden sollte, ob der Flecken Bremervörde mit der Gesetzesänderung einverstanden wäre. Als Vorteile wurden genannt, dass Bremervörde dann eine eigene Gerichtsbarkeit wiederbekäme und die bisherigen Rechte des Fleckens gesichert würden. Degener sah die wirtschaftlichen und kulturellen Möglichkeiten der Stadt Bremervörde, wenn diese eine Stadtverfassung erhielte.
Im Jahr 1835 erstattete Degener schließlich nach hitzigen Diskussionen mit Bürgern Bericht an das Königliche Amt. Dieser wurde aufgrund eines – vom zuständigen Amt festgestellten – „nicht existenten Vorteils“ für Bremervörde abgelehnt bzw. wurden weitere Ersuche nicht beantwortet. Erst ab dem Jahr 1837 wurden erste Verfassungsentwürfe übersandt, welche im Jahr 1845 dann mit allen Wünschen des Fleckens Bremervörde übereinstimmten. Die Verfassung trat am 1. August 1847 in Kraft. Nach Annahme der Städteordnung am 3. Januar 1852 wurde Bremervörde schließlich am 1. Oktober 1852 der Titel „Stadt“ zuerkannt.

### Freiwillige Feuerwehr Bremervörde

#### Gründung
Die Ursprünge der Feuerwehr in Bremervörde reichen zurück bis ins Jahr 1794, in welchem der damalige Flecken Bremervörde eine Feuerspritze anschaffte. Zu dieser Zeit war noch jeder Bürger dazu verpflichtet, bei der Brandbekämpfung zu unterstützen.
Bis zum Jahr 1902 wurden stetig neue Feuerspritzen bzw. „Wasserwagen“ angeschafft, die Organisation des Löschwesens geändert und mehrere Spritzenhäuser errichtet.
In dem Jahr wurde die damalige Pflichtfeuerwehr aufgelöst und die Freiwillige Feuerwehr Bremervörde gegründet, welche 1922 das erste motorisierte Fahrzeug erhielt.

#### Die Feuerwehr heute
Das derzeitige städtische Feuerwehrhaus wurde im Jahr 2006 errichtet und befindet sich im südwestlichen Industriegebiet nahe der Bundesstraße 71 und ist damit im Stadtgebiet taktisch gut gelegen. Das Feuerwehrhaus hat acht Fahrzeugstellplätze, welche mit Abgasabsauganlage, Strom- und Luftdruckversorgung ausgestattet sind. Neben der Fahrzeughalle befindet sich eine Waschhalle für die Reinigung der Fahrzeuge und dem Auffüllen von Schaummittelbehältern. Alle Ausfahrten sind mit automatischen Sektionaltoren versehen.
Neben der Stadtfeuerwehr gibt es 10 weitere Ortsfeuerwehren im Stadtgebiet, welche im Kreisfeuerwehrverband Bremervörde organisiert sind.
| Ortsteil            | Fahrzeuge | Feuerwehrbezeichnung       |
| ------------------- | --------- | -------------------------- |
| Bevern              | LF, TLF   | Stützpunkt                 |
| Elm                 | TSF, TLF  | Grundausstattung erweitert |
| Hesedorf            | LF, MTF   | Grundausstattung erweitert |
| Hönau-Lindorf       | TSF       | Grundausstattung           |
| Iselersheim         | MLF, MTF  | Grundausstattung erweitert |
| Mehedorf            | TSF       | Grundausstattung           |
| Minstedt            | TSF       | Grundausstattung           |
| Nieder Ochtenhausen | LF, MTF   | Grundausstattung erweitert |
| Ostendorf           | TSF       | Grundausstattung           |
| Spreckens           | TSF       | Grundausstattung           |

## 20. Jahrhundert

### Gemeindereform
Durch Beschluss des niedersächsischen Landtages vom 25. Mai 1973 – mit knapper Mehrheit – wurde beschlossen die Gemeinden Bevern, Elm, Hesedorf, Hönau-Lindorf, Nieder Ochtenhausen, Iselersheim, Mehedorf, Minstedt, Ostendorf, Plönjeshausen und Spreckens in die Stadt Bremervörde einzugemeinden. Ausschnitt aus der Bremervörder Zeitung vom 26. Mai 1973:

„Die Würfel sind gefallen! Der niedersächsische Landtag beschloss gestern mit knapper Mehrheit in zweiter und dritter Beratung das Gesetz zur Neugliederung der Gemeinden im Raum Bremervörde. Der § 6 lautet: Die Gemeinden Bevern, Elm, Hesedorf, Hönau-Lindorf, Nieder Ochtenhausen, Iselersheim, Mehedorf, Minstedt, Ostendorf, Plönjeshausen und Spreckens werden in die Stadt Bremervörde eingegliedert. Das bedeutet mit anderen Worten, die Einheitsgemeinde Bremervörde ist beschlossen worden – gegen den Beschluss des Rates bei der letzten Ratssitzung, bei der man sich fünf Minuten vor Zwölf mit 21 zu 2 Stimmen noch für eine Samtgemeinde entschlossen hatte.“

Die Bürger von Bremervörde sahen nach dem Beschluss des Landtages diesen als von vornherein nicht änderbar an. Am 1. März 1974 erfolgte dann die Eingliederung der 11 Ortschaften in die Stadt Bremervörde.

### Kreisreform
Das Vorhaben des niedersächsischen Landtages, die zu damaliger Zeit 60 existenten Landkreise in Niedersachsen auf 26 zu verringern, welches sich bereits im Jahr 1969 in den „Schubladen“ des Landtages befand, wurde am 9. Januar 1970 in Bremervörde wieder aufgegriffen. Der Kreistag des Landkreis Bremervörde wandte sich gegen eine Neugliederung der Landkreise vom November 1969, der die Vereinigung des Landkreis Bremervörde und des Landkreis Rotenburg (Wümme) vorsah. Es wurde Einheit und Selbstständigkeit des Kreises gefordert, denn der Landkreis Bremervörde sei mit rund 73.000 Einwohnern und einer Fläche von 1240 km² in der Lage eine auch zukünftigen Anforderungen entsprechende Verwaltung zu tragen.
Zwischen den Jahren 1970–1976 wurden zahlreiche Bürgerinitiativen – vorweg die Initiative „Kreis Bremervörde“ – gegründet, das Licht in bremervörder Geschäften am 9. Dezember 1976 für 15 Minuten ausgeschaltet und Auto-Aufkleber mit der Aufschrift „Rettet den Kreis Bremervörde“ verteilt.
Trotzdem wurden durch Gesetz vom 28. Juni 1977 und mit Wirkung ab dem 1. August 1977 die Landkreise Rotenburg (Wümme) und Bremervörde vereinigt. Der neue Kreissitz ist Rotenburg (Wümme). Bekannte Schlagzeilen zu damaligen Tagen waren „Der Landkreis Bremervörde ist ausgelöscht“ und „Bremervörde verliert den Verwaltungssitz“. Geblieben sind nur vereinzelt noch auffindbare Grenzsteine und das ehemalige „Kreishaus Bremervörde“, welches zu einer Außenstelle des Landkreis Rotenburg (Wümme) geworden ist.

### Vörder See

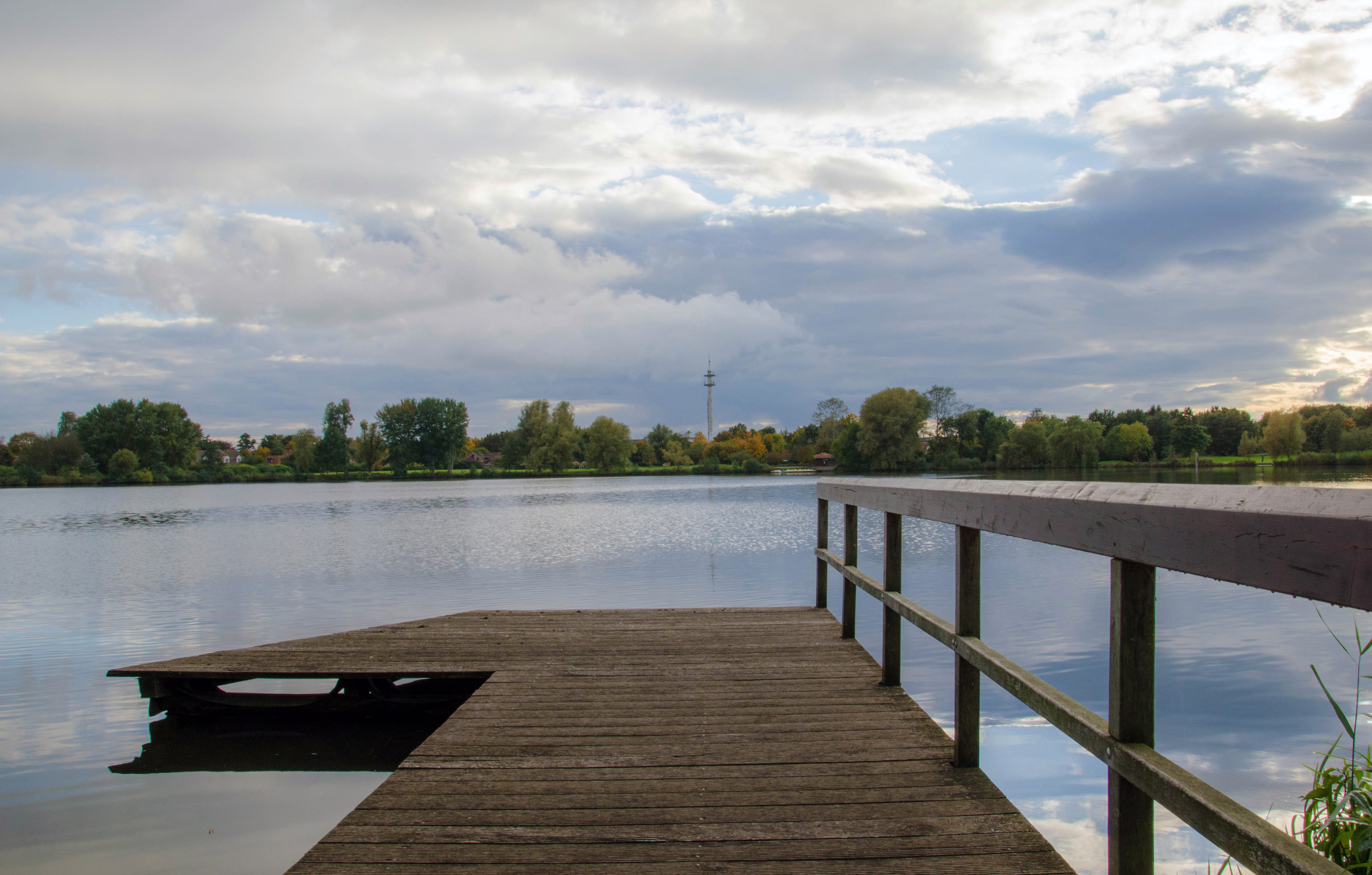
Blick auf den Vörder See

Der Vörder See ist heute das Wahrzeichen von Bremervörde. Früher befanden sich dort, wo jetzt die Seefläche liegt, saure Wiesen mit schlechter Bodenqualität – zurückzuführen auf den einstigen Verlauf der Oste ebenda – und sandigem Untergrund. Als nach und nach die Bauern die schwierige Bewirtschaftung der Wiesen aufgaben, entstand im Bremervörder Stadtrat im Jahr 1968 die Idee, den Wiesenbereich auszuspülen und eine Wassersportfläche daraus zu machen. Dieser Vorschlag erhielt rege Zustimmung, sodass im Jahr 1972 mit den Ausspülarbeiten begonnen wurde. Bis zur Fertigstellung des buchtenreichen Sees im Jahr 1978 kostete das Vorhaben rund 3 Millionen Deutschen Mark. Die anfallenden 1–1,25 Millionen m³ wurden zur Verstärkung des Ostedeiches und dem Auffüllen tiefliegender Häuser verwendet.

## Bremervörde heute

### Verkehr

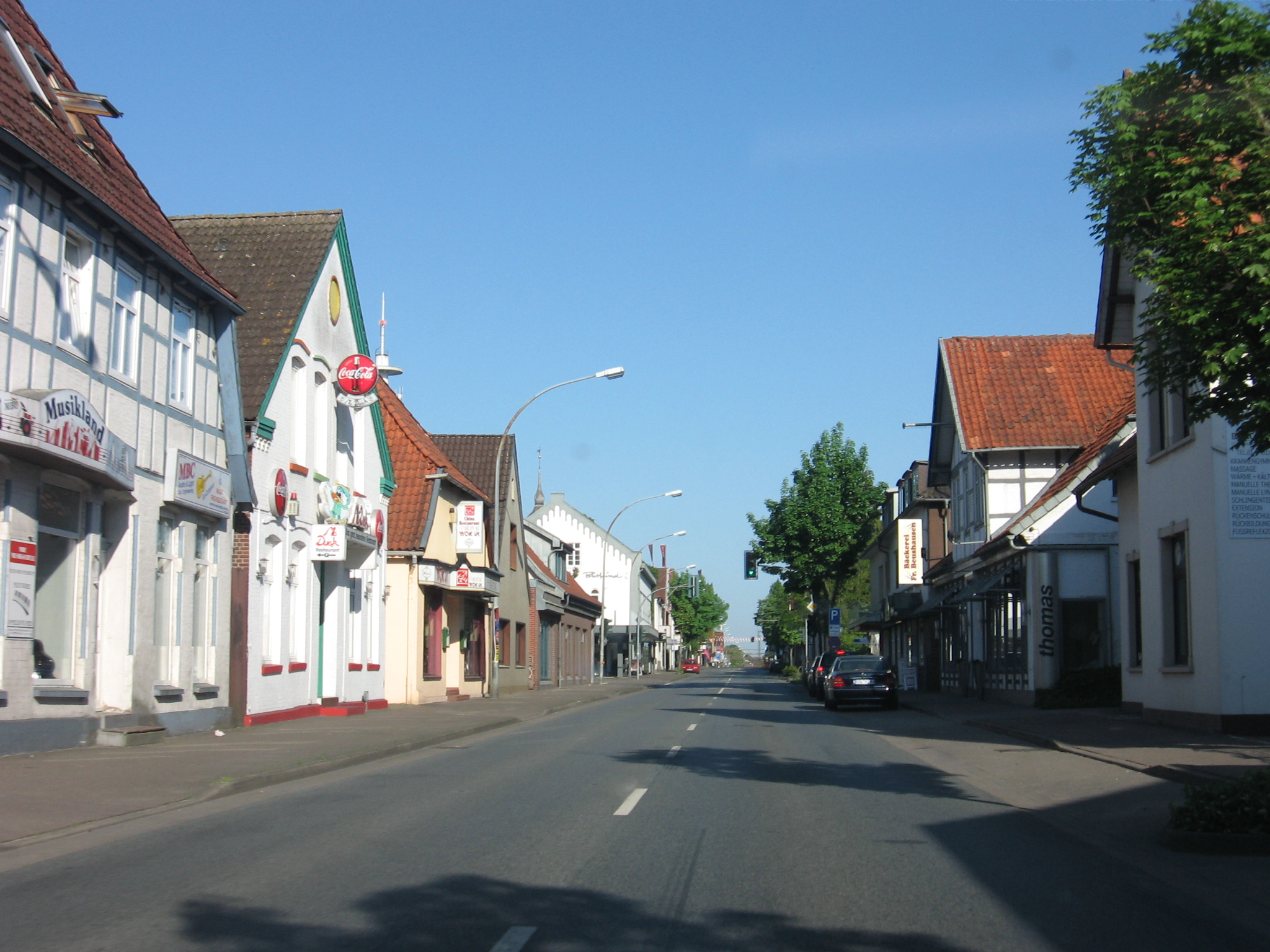
Die Bundesstraße 71/74 (Neue Straße) in Richtung Westen

Zu heutiger Zeit stellt Bremervörde einen wichtigen Verkehrsknotenpunkt des Elbe-Weser-Dreiecks dar. Die durch das Ortsgebiet verlaufende Bundesstraße B74 verbindet Bremervörde mit Berne (bei Bremen) sowie Stade. Die von Westen in das Ortsgebiet kommende und im Süden verlassende B71 verbindet Bremervörde mit Bremerhaven und Magdeburg. Aufgrund der starken Frequentierung dieser Bundesstraßen (teilweise bis zu 15.000 – 24.000 Fahrzeuge täglich) erzeugen insbesondere auf dem durch die Innenstadt verlaufenden Abschnitt zu Spitzenzeiten längere Staus und Verzögerungen.
Die nächsten Anschlussstellen der Bundesautobahn 1 befinden sich in Bockel, Sittensen und Elsdorf. Durch die Zugverbindung Bremerhaven–Buxtehude ist Bremervörde mit Buxtehude und Bremerhaven und den weiteren Anschlussstellen Bremerhavens wie Hamburg und Bremen verbunden.

### Tourismus
Bremervörde ist staatlich anerkannter Erholungsort. Durch zahlreiche, insbesondere durch Naturschutzgebiete und an Flüssen verlaufende Fahrradwege, ist Bremervörde ein attraktives Ziel für Radfahrer. Durch die Oste und verschiedene andere Flüsse wie die Bever verfügt Bremervörde ebenfalls über Anziehungspunkte für Kanu- und Kajakfahrer, auf der Unteroste auch Motorbootfahrer. Durch den 1991 errichteten Natur- und Erlebnispark Bremervörde und den Vörder See wird auch Familien ein attraktives Reiseziel geboten.

## Der Bremervörder Hafen

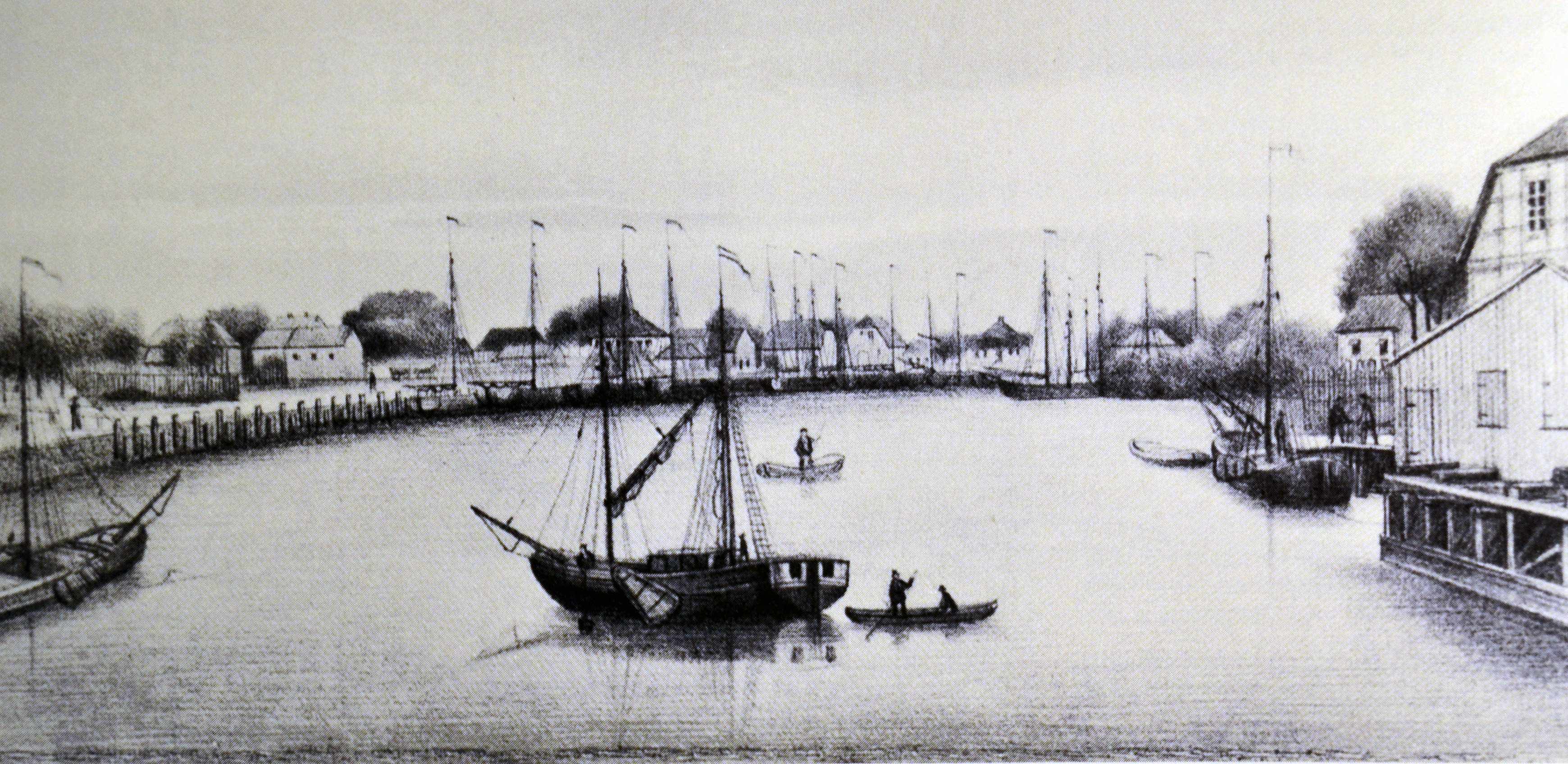
Der Bremervörder Hafen um das Jahr 1860

Die damalige Fleckensverwaltung war der Überzeugung, dass jeder Bürger sich Grundnahrungsmittel preiswert beschaffen kann. So wurde am 30. Oktober 1800 eine Verordnung durch die Bürgermeister „Lange“ und „Tolle“ herausgegeben, die es im Bremervörder Hafen anlegenden Händlern verbot, ihre Ware in großen Mengen an „gewinnsüchtige Verkäufer“ zu verkaufen, sondern vorschriftsmäßig im Orte ausrufen zu lassen. Das „Ausrufen“ der Waren (um das 18. Jahrhundert häufig Zwiebeln, Kohl- und Weißkohl), sollte dafür sorgen, dass die Bürger gerecht mit Nahrungsmitteln versorgt werden. Es wurden häufige Verstöße gegen diese Verordnung und die „Polizey-Ordnung“ überliefert, welche die damalige Verwaltung dazu zwangen, teilweise harte Drohungen an Schiffer, Händler und Bürger auszusprechen und Strafen anzudrohen.
Der Hafen von Bremervörde war im 19. und Anfang des 20. Jahrhunderts als Endpunkt der schiffbaren Oste ein wichtiger Umschlagplatz für das über den Oereler Kanal, den Oste-Hamme-Kanal, den Fresenburger Kanal und den Oste-Schwinge-Kanal transportierte Torf aus dem Teufelsmoor sowie für Stackbusch, der von Ewern weitertransportiert wurde. Um die Jahrhundertwende stellte der Hafen das Hauptverkehrszentrum der Stadt dar. Nicht nur Torf, sondern auch andere „Massengüter“ wie Kalk, Zement, Getreide und Mauersteine wurden auf dem Wasserweg transportiert.
Mit der Verbesserung der landgebundenen Verkehrswege und der Motorisierung im 20. Jahrhundert verlor die Flussschifffahrt ihre Bedeutung allerdings komplett. Genutzt wird der Hafen heute von privaten Seglern und Motorbootfahrern.

## Eingemeindungen
Am 1. März 1974 wurden im Zuge der Gemeindereform die damals eigenständigen Gemeinden Bevern, Elm, Hesedorf bei Bremervörde, Hönau-Lindorf, Iselersheim, Mehedorf, Minstedt, Nieder Ochtenhausen, Ostendorf, Plönjeshausen und Spreckens eingemeindet.

## Historische Bremervörder Zahlungsmittel
Zur Zeit der Deutschen Inflation, welche Bremervörde von 1919 bis 1923 betraf, änderte sich auch in Bremervörde das Wertverhältnis drastisch. Eine Kunst für sich waren zu damaligen Zeiten das von Bremervörde herausgegebene Notgeld. Jede dieser Banknoten besaß eine fortlaufende Nummer. Häufig wurden Formulierungen wie „Dieser Geldschein wird von alles städtischen Kassen in Zahlung genommen“ sowie die Unterschrift des Bremervörder Magistrats auf den Geldschein gedruckt.
Im Zeitraum um 1923 wurde eine abgewandelte Form des vom Malerpoeten Wilhelm Busch bekannt gewordenen Verses „Schön ist es auf der ganzen Erde, am schönsten doch in Bremervörde“ aufgedruckt. Wilhelm Busch hielt sich, aufgrund der Hochzeit seines Bruders Hermann Busch mit der Bremervörderin Elisabeth Schönian, im Jahre 1878 in Bremervörde auf.
| Zeitpunkt      | Verhältnis 1 US-Dollar = Mark      |
| -------------- | ---------------------------------- |
| Januar 1919    | 8 – 9 Mark                         |
| Dezember 1919  | 42 – 48 Mark                       |
| Januar 1920    | 50 – 83 Mark                       |
| Dezember 1920  | 69 – 73 Mark                       |
| Januar 1921    | 60 – 75 Mark                       |
| Dezember 1921  | 184 – 190 Mark                     |
| Januar 1922    | 187 – 201 Mark                     |
| Dezember 1922  | 7350 – 7650 Mark                   |
| Januar 1923    | rund 49.000 Mark                   |
| Juni 1923      | 154.500 Mark (starke Schwankungen) |
| Juli 1923      | 1.000.100 Mark                     |
| August 1923    | 10,3 Millionen Mark                |
| September 1923 | 160 Millionen Mark                 |
| Oktober 1923   | 730 Milliarden Mark                |

## Bremervörder Siegel

### Siegel aus dem 14. Jahrhundert

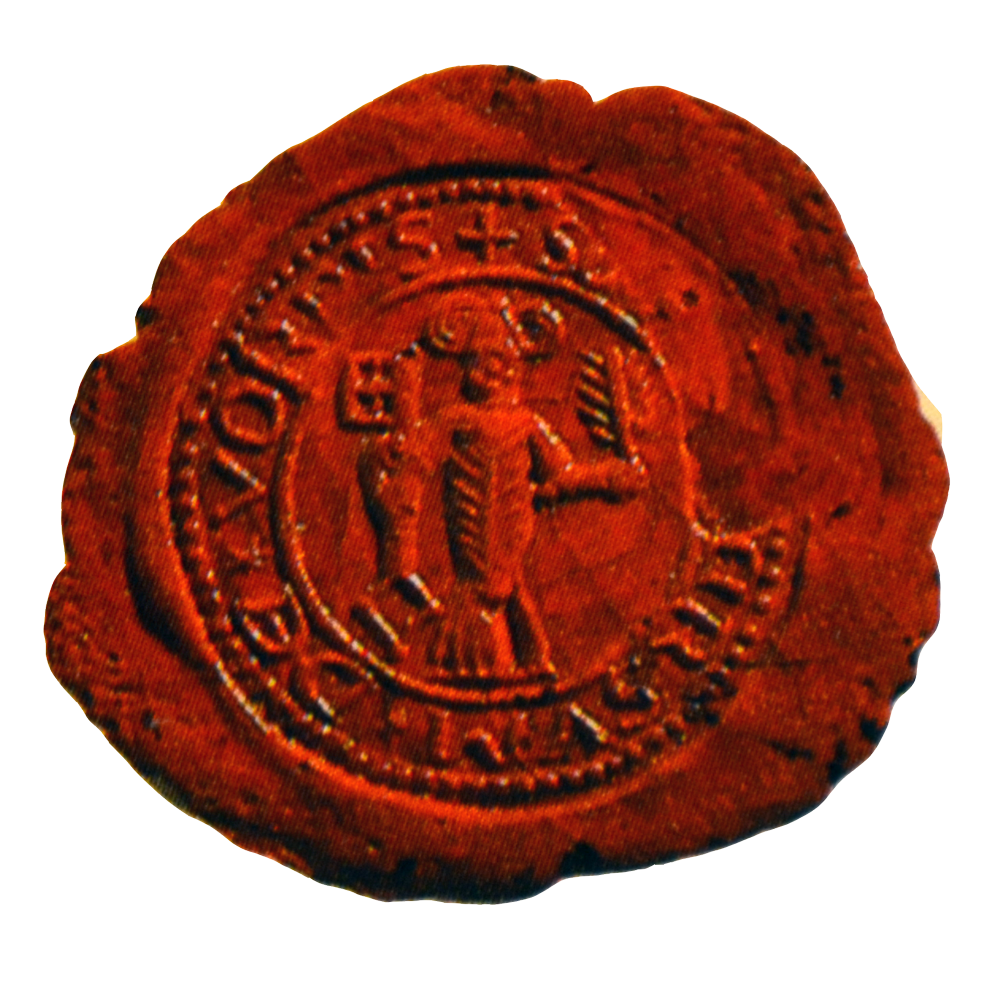
Kleines Fleckenssiegel von Bremervörde (in der Mitte der heilige Liborius), um das 14. Jahrhundert
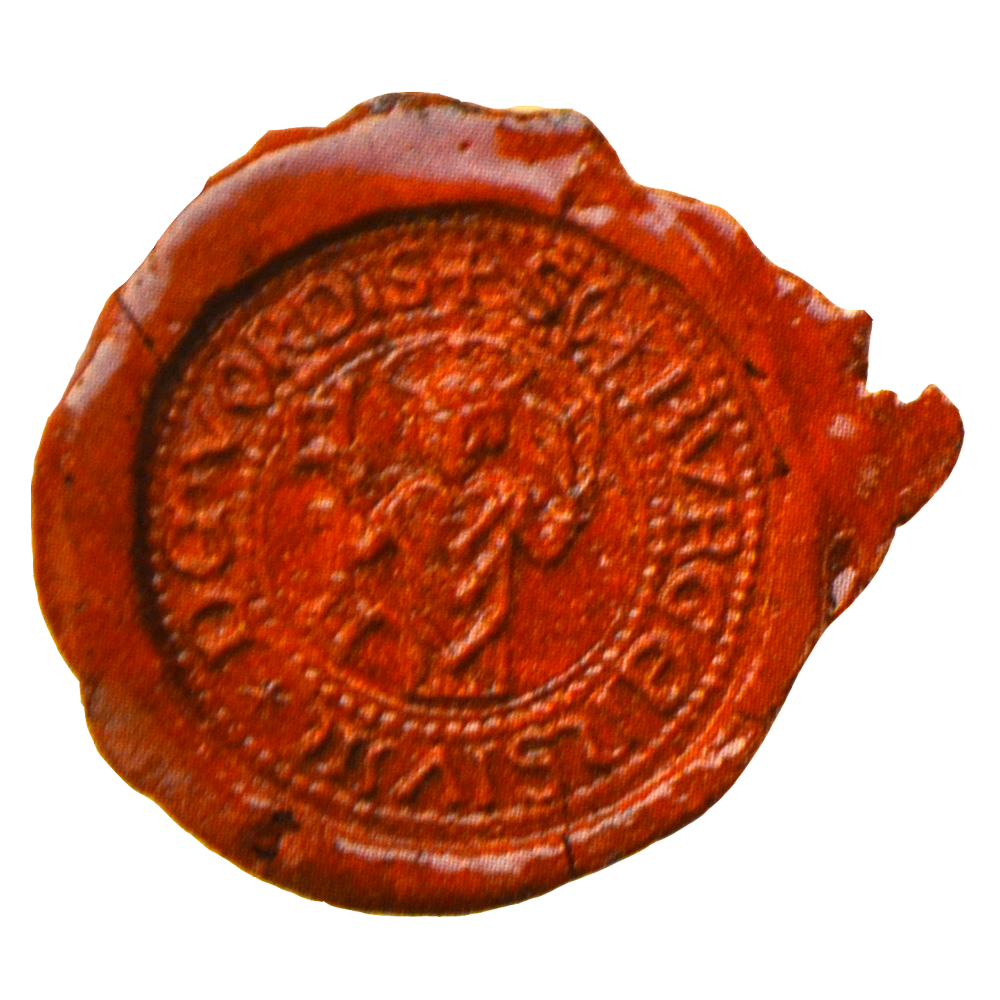
Siegel des Fleckens Bremervörde (in der Mitte der heilige Liborius), um das 14. Jahrhundert

### Nach 1800

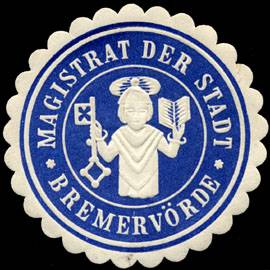
Siegel des Magistrates von Bremervörde (in der Mitte der heilige Liborius), zwischen 1850 und 1923
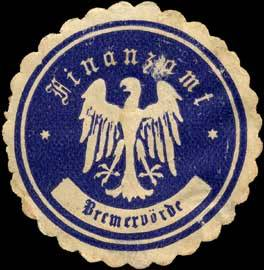
Siegel des Finanzamtes von Bremervörde, zwischen 1850 und 1923